# 越占戰爭 (1069年)
越占戰爭 (1069年)指的是1069年越南李朝與占婆之間發生的戰爭。
這次戰爭的起因是占婆出兵騷擾越南邊境。於是越南李朝皇帝李聖宗御駕親征攻打占婆。越南軍隊自乂安州，經過南界海口、渡過大長沙，來到思容海口。最後，尸唎皮奈海口（施耐港）。占婆將軍布皮陀囉在江邊排兵佈陣，被越軍擊敗，布皮陀囉陣亡。占婆王律陀羅跋摩三世（制矩）得知後逃跑，後來在與真臘交界處被越南將軍李常傑俘虜。越南人將占婆首都毘闍耶大肆破壞之後，將眾多人、畜、戰利品擄往昇龍。又脅迫占婆割讓地里、麻令、布政三州（在今廣平省、廣治省一帶），方才將律陀羅跋摩三世釋放。 